# Schipperskerkje
Het Schipperskerkje is een voormalig kerkje in de tot de Oost-Vlaamse gemeente Oudenaarde behorende plaats Leupegem, gelegen aan Armenlos 3.4 en 6.

## Geschiedenis
De oorsprong van dit kerkje gaat zeker tot de 11e eeuw terug. Uiteindelijk ontstond een driebeukig gotisch kerkje van midden 16e eeuw. Dit werd een aantal malen verwoest en in 1645 herbouwd in renaissancestijl op oude grondvesten. In 1651 of 1652 brandde de kerk uit. In 1669 werd de kerk gebruikt als hospitaal voor het Franse leger. Hoewel de kerk nadien nog werd verfraaid, zoals in 1713 toen de zoldering met Lodewijk XIV-versieringen werd bepleisterd. Uiteindelijk werd in 1792 de laatste mis opgedragen, waarna de kerk nog werd gebruikt als opslagplaats voor steenkool.
In 1830 werd de kerk verkocht om met het geld een nieuwe Sint-Amanduskerk te bouwen. De toren werd gesloopt. In het kerkschip werden woningen gebouwd. Ook later werd er hieraan nog meerdere malen verbouwd.

## Gebouw
Enkele resten van het voormalige kerkje zijn nog aanwezig in het gebouw, namelijk een gevelsteen met het jaartal 1613, twee resten van zandstenen zuilen uit de 16e eeuw, een eiken toegangsdeur van 1776, plafondwerk van 1713 en een wapenschild van 1747.
Naastgelegen vindt men een herenhuis in empirestijl, van 1815.